# ロマネスク・リヴァイヴァル建築

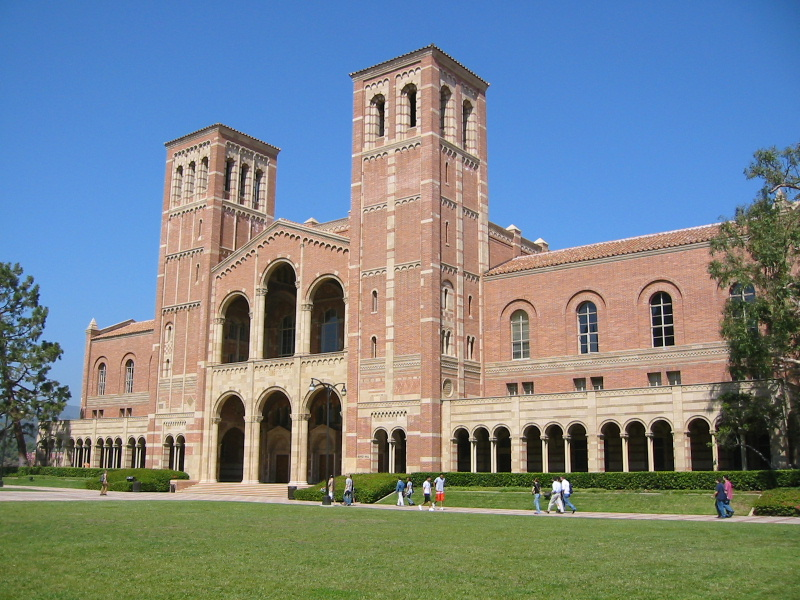
UCLAのロイス・ホール（en）。イタリア、ミラノのサンタンブロージョ教会に着想を得ている。（1929年）

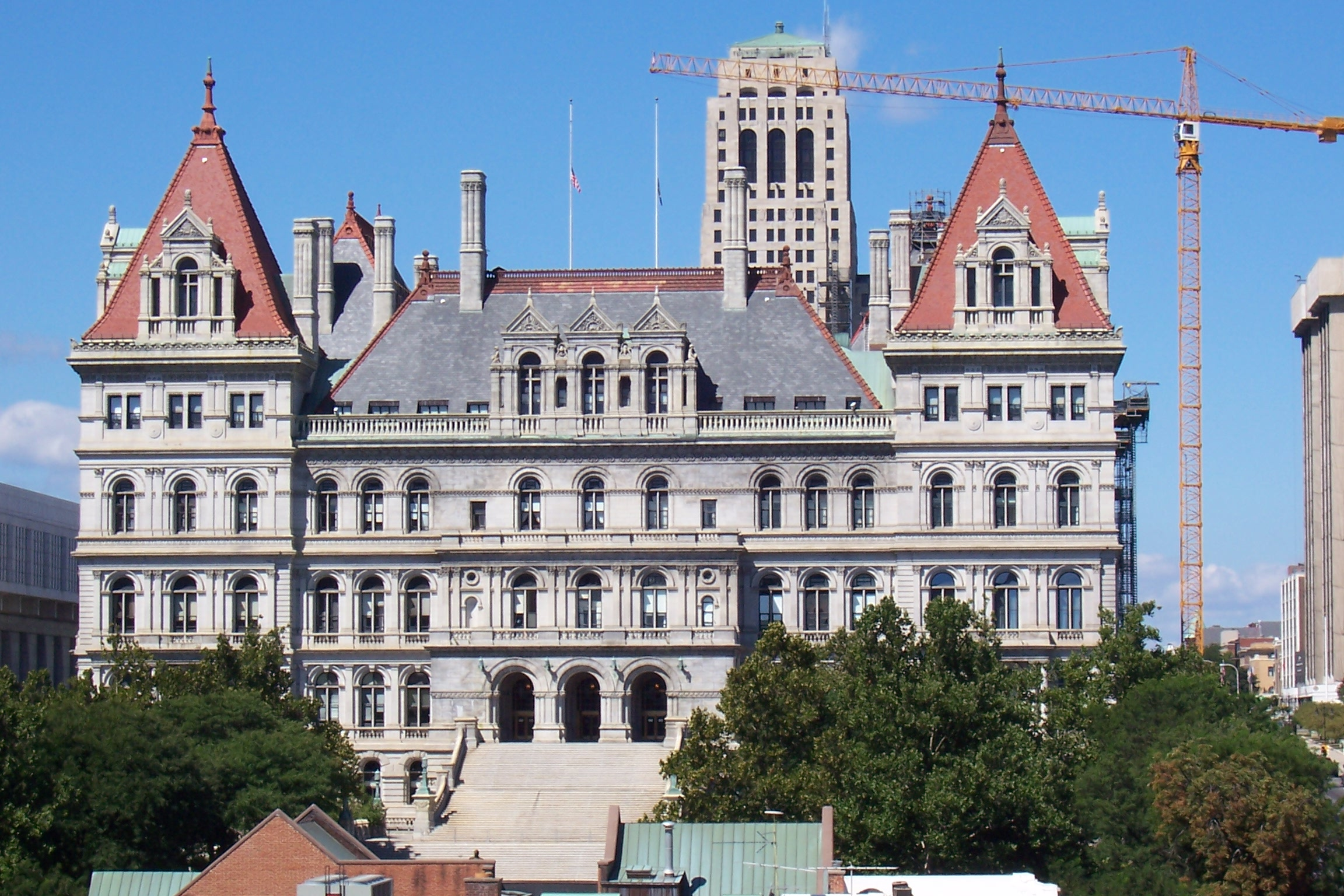
ニューヨーク州オールバニのニューヨーク州会議事堂

ロマネスク・リヴァイヴァル建築またはネオロマネスク建築は、11世紀から12世紀のロマネスク建築に着想を得た19世紀後半によく見られた建築様式。

## 概要
ロマネスク・リヴァイヴァル建築によく見られる特徴としては、丸いアーチ、窓の上の半円アーチ、蛇腹層（壁面の帯状の層）がある。本来のロマネスク様式に比べると、アーチや窓の装飾は単純化されている。19世紀後半から20世紀前半にかけて大学のキャンパスでよく採用されており、特にアメリカ合衆国の大学に多い。例えば、カリフォルニア大学ロサンゼルス校や南カリフォルニア大学の建物が有名である。教会にも広く採用され、シナゴーグにも稀にロマネスク・リヴァイヴァル建築が存在する。例えば、1929年に建設されたニューヨーク5番街のエマヌ・エル神殿（en）がある。
ロマネスク様式を自由に解釈して設計を行った有名なアメリカの建築家としてヘンリー・ホブソン・リチャードソンがいる。アメリカ合衆国で彼が設計した建築物から生まれた建築様式を「リチャードソン・ロマネスク様式」と呼ぶ。
ロマネスク・リヴァイヴァル建築に先駆けて、1830年代にドイツ本国や世界各地のドイツ人がRundbogenstil（ルントボーゲン様式、丸アーチ様式）を生み出している。
19世紀のイングランド国教会では、各教会の運営方針によって建築様式に違いがあった。典礼を重んじる高教会派（ハイ・チャーチ）はオックスフォード運動の影響を受け、カトリック教会と共にゴシック・リヴァイヴァル建築を採用した。一方、低教会派（ロウ・チャーチ）や広教会派（ブロード・チャーチ）ではロマネスク・リヴァイヴァル様式を採用した。